# Karl Friedrich Abel (obraz 1765)

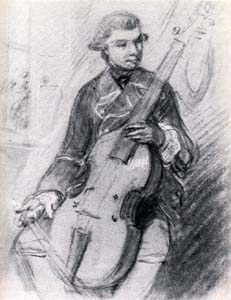
Szkic do portretu

Karl Friedrich Abel – obraz olejny autorstwa angielskiego malarza Thomasa Gainsborough. Przedstawia niemieckiego muzyka Karla Friedricha Abla i znajduje się w zbiorach Narodowej Galerii Portretu w Londynie.

## Opis
Niemiecki muzyk i kompozytor Karl Friedrich Abel (1723–1787) był wirtuozem gry na violi da gamba. Przybył do Londynu w 1759 roku. Zasłynął publicznymi koncertami w Hanover Square Rooms, które organizował z Johannem Christianem Bachem. Przyjaźnił się także z Thomasem Gainsborough, który dwukrotnie go sportretował: ok. 1765 roku (obraz w Narodowej Galerii Portretu) i ok. 1777 roku (obraz w Huntington Library). Również Gainsborough nauczył się gry na violi da gamba, instrumencie, który starannie przedstawił na portrecie.